# 安達理
安達理（？年—？年），遼東人，康熙十九年任順慶府通判。是一位政治人物，明清時曾在四川順慶府岳池縣（位於今四川東部，武周萬歲通天二年分南充、相如二縣置，是一個千年古縣）擔任官吏。